# Северный Седан
Се́верный Седа́н (фр. Sedan-Nord) — кантон во Франции, находится в регионе Шампань — Арденны, департамент Арденны. Входит в состав округа Седан.
Код INSEE кантона — 0826. Всего в кантон Северный Седан входит 7 коммун, из них главной коммуной является Седан.

## Коммуны кантона
| Коммуна   | Население, чел. (1999) | Почтовый индекс | Код INSEE |
| --------- | ---------------------- | --------------- | --------- |
| Глер      | 935                    | 08200           | 08194     |
| Живон     | 992                    | 08200           | 08191     |
| Ийи       | 422                    | 08200           | 08232     |
| Ла-Шапель | 156                    | 08200           | 08101     |
| Седан     | 6 038                  | 08200           | 08409     |
| Фленьё    | 201                    | 08200           | 08170     |
| Флуэн     | 2 454                  | 08200           | 08174     |

## Население
Население кантона на 1999 год составляло 11 198 человек.
| 1962 | 1968 | 1975 | 1982 | 1990   | 1999   | 2006 | 2007 | 2008 |
| ---- | ---- | ---- | ---- | ------ | ------ | ---- | ---- | ---- |
| —    | —    | —    | —    | 11 260 | 11 198 | —    | —    | —    |